# Ivan Dychovičnyj
Ivan Dychovičnyj (Mosca, 16 ottobre 1947 – Mosca, 27 settembre 2009) è stato un regista sovietico.

## Filmografia parziale

### Regista
- Čёrnyj monach (1988)
- Prorva (1992)